# Kompozyt proszkowy
Kompozyty proszkowe – tworzywa, w których dla polepszenia właściwości osnowy, wykorzystuje się substancje sproszkowane. Model wytrzymałościowy kompozytów proszkowych odbiega zasadniczo od modelu kompozytów włóknistych. Tworzywo swoimi właściwościami przypomina materiał izotropowy. Stopień niejednorodności kompozytów proszkowych jest znacznie niższy niż dla kompozytów zbrojonych włóknem ciętym.

## Właściwości kompozytów proszkowych
Właściwości kompozytów wynikają bezpośrednio z: 
- rodzaju osnowy żywicznej,
- rodzaju napełniacza,
- wielkości i kształtu ziarenek oraz stopnia napełnienia.

Przy wyborze osnowy żywicznej kluczowe są warunki użytkowania kompozytu, a w szczególności cechy środowiska, w którym ma się znajdować. Wybór rodzaju napełniacza proszkowego podyktowany jest oczekiwanymi właściwościami tworzywa. Wzrost twardości i udarności zapewniają proszki mineralne. Lepsze cechy dielektryczne tworzywa otrzymamy napełniające je grafitem, a poprawę przewodności cieplnej spowoduje dodanie proszków metali.
Kompozyty na bazie napełniaczy proszkowych posiadają wiele korzyści: ich przetwórstwo jest łatwiejsze, wzrasta czas życia kompozycji oraz zmniejsza się efekt egzotermiczny reakcji sieciowania. Dodatek napełniaczy zmniejsza skurcz podczas utwardzania, zwiększa współczynnik przewodzenia ciepła utwardzonej żywicy i polepsza niektóre właściwości mechaniczne, jak na przykład twardość, wytrzymałość na ściskanie, a także modułu sprężystości. Tworzywa te mają zwykle zwiększoną odporność chemiczną i obniżoną chłonność wody. Można również modyfikować ich właściwości dielektryczne. Należy pamiętać, że czasami wraz z poprawą niektórych właściwości tworzywa, inne ulegają pogorszeniu. Przykładem jest spadek udarności towarzyszący wzrostowi twardości. 
Wpływ ilości napełniacza proszkowego dodanego do żywicy objawia się dwojako. Wraz ze wzrostem zawartości proszku zwiększa się lepkość żywicy w stanie nieutwardzonym, a także polepszeniu w pożądanym kierunku ulegają właściwości żywicy utwardzonej. W stanie nieutwardzonym bardzo ważną cechą jest lepkość mieszaniny, która charakteryzuje zdolność kompozycji do odlania. Lepkość mieszaniny żywicy i napełniacza zależy od jego rodzaju, ilości, dyspersji oraz stopnia rozwinięcia powierzchni ziarenek. Im drobniejsze i lepiej rozwinięte powierzchniowo ziarenka, tym większa będzie lepkość. W kompozytach proszkowych nie da się określić jednej optymalna ilość napełniacza, tak jak ma to miejsce w kompozytach włóknistych. Wielkość tę ustala się każdorazowo doświadczalnie. Napełniacze wykazują tendencje do sedymentacji, stąd przed każdorazowym użyciem mieszaniny konieczne jest jej staranne wymieszanie.